# Otto Zweifel (Ingenieur)

Otto Zweifel (1971)

Otto Zweifel (* 29. Juli 1911 in Köln; † 20. Mai 2004; heimatberechtigt in Linthal GL) war ein Schweizer Maschinenbauingenieur und Professor an der ETH Zürich.

## Leben
Otto Zweifel studierte Maschinenbau an der ETH Zürich und erwarb 1934 sein Diplom als Maschineningenieur. Von 1934 bis 1936 arbeitete er als Assistent bei Gustav Eichelberg. Von 1936 bis 1945 war er bei Brown, Boveri & Cie. in Baden tätig. 1946 übernahm er die Leitung des technischen Büros der SIG-Waggonfabrik, deren Direktionsmitglied er 1948 wurde. 1953 erfolgte seine Berufung zum ordentlichen Professor für Maschinen im Bau- und Transportwesen an der ETH Zürich, wo er das Institut für Bau- und Transportmaschinen aufbaute und es bis zu seiner Emeritierung 1976 leitete.

## Forschung
Sein Interesse galt vor allem seilbahntechnischen Problemen. Auf diesem Gebiet veröffentlichte er grundlegende Arbeiten und war im In- und Ausland ein anerkannter Fachmann. Zu seiner Zeit bei BBC wurde er in der Fachwelt durch seine Arbeiten auf dem Gebiet der Turbinenbeschaufelungen bekannt. Bei der SIG beschäftigte er sich unter anderem mit Schwingungsproblemen. Als Dozent verstand er es, seinen Studierenden die Wirkungsweise der äusserst vielfältigen, im Baubetrieb eingesetzten Maschinen näherzubringen und sie auf ihre praktische Tätigkeit vorzubereiten.

## Publikationen (Auswahl)
- Seilbahnberechnung bei beidseitig verankerten Tragseilen. In: Schweizerische Bauzeitung. Bd. 78, H. 1, 1960, S. 1–3, doi:10.5169/seals-64812.